# Vohlisaari (ö i Birkaland, Tammerfors, lat 61,37, long 24,65)
Vohlisaari är en halvö i Finland. Den ligger i sjön Kukkia och i kommunen Pälkäne i den ekonomiska regionen Tammerfors och landskapet Birkaland, i den södra delen av landet, 130 km norr om huvudstaden Helsingfors.